# Rob Waddell
Robert Norman Waddell (*7. ledna 1975, Te Kuiti) je novozélandský veslař, který zvítězil na olympijských hrách 2000 v disciplíně skif. Stal se v ní také dvakrát mistrem světa. Svých úspěchů dosáhl navzdory vleklé nemoci srdce.
Vyrostl ve sportovním prostředí, věnoval se řadě sportů včetně ragby, kriketu, plavání, fotbalu a dalších. V době, kdy začínal s veslováním, závodil jeho bratr za školní osmiveslici. Postupně se ale sám začal zlepšovat i díky péči trenérů (zvláště Angličana Richarda Tonkse). V roce 1992 prý poprvé snil o startu na olympijských hrách.
Poprvé se představil na mistrovství světa v roce 1994 a hned se probojoval na dvojce s kormidelníkem do finále. O dva roky později se stal novozélandským skifařem číslo jedna, ale při svém olympijském debutu na olympiádě v Atlantě se dostal jen do finále B.
V roce 1997 se u něho projevily zdravotní problémy a lékaři vyslovili diagnózu atriální fibrilace. Tato choroba přináší náhlý pokles výkonnosti a únavu a může vést až k infarktu. Waddellovi hrozil předčasný konec kariéry, ale nestalo se tak. O rok později porazil v Kolíně nad Rýnem ve finále mistrovství světa stříbrného Švýcara Xena Müllera a bronzového Václava Chalupu a poprvé vybojoval titul mistra světa. Obhájil ho o rok později v St. Catharines v Kanadě obhájil znovu před Müllerem a domácím Derekem Porterem, na prvním místě měl jasný náskok více než čtyři sekundy.
Na olympijských hrách 2000 v Sydney potvrdil roli favorita vítězstvím ve finále po dramatickém souboji v závěru závodu opět se Švýcarem Müllerem. Po olympiádě přerušil kariéru a začal se věnovat jiným sportům. Dostalo se na sport jeho otce a jeho dětství - ragby, i na jachting. Zúčastnil se Poháru Ameriky v roce 2003, kdy Team New Zealand neúspěšně obhajoval vítězství z předchozího roku v souboji s týmem Alinghi. U novozélandských jachet vydržel do roku 2007.
Pak se vrátil k veslování a své kvality prokázal v ukázkovém prosincovém závodě proti trojnásobnému mistru světa Mahé Drysdaleovi, kterého dokázal porazit. Očekávaný návrat sledovaly tisíce diváků. Důležitější odvetu ale nezvládl v březnu 2008, kdy s Drysdalem prohrál a přišel tak o možnost startu na olympijských hrách v Pekingu ve skifu. Příčinou znovu byla atriální fibrilace, která postihla Waddella tři sta metrů po startu, podlehl tak Drydaleovi o 25 sekund.
Neúspěch ho ale nezastavil a v červnu vyhrál v Luzernu na slavné regatě závod dvojskifů světového poháru v nově sestavené posádce s Nathanem Cohenem. Daleko za nimi skončily i obě zlaté posádky z posledních dvou mistrovství světa.